# Wakan Tanka
Wakan Tanka je lakotské označení pro posvátné či božské. Ačkoliv je termín běžně překládán jako „Velký duch“, lakotský aktivista Russell Means jej však vykládá spíše jako „Velké tajemství“. Wakan Tanka odpovídá příbuznému algonkinskému manitou a irokézskému orenda. V příbuzných jazycích Omaha-Ponc, Ioway-Otoe-Missouri, Kansa a Osagea se užívá výrazu Wakanda.
Do populární kultury se Wakan Tanka dostalo především románu Mluví Černý jelen amerického spisovatele Johna G. Neihardta z roku 1932. Dalším příkladem je pojmenování válečné lodi USS Wakonda.